# Una piscina en el harén
Una piscina en el harén  (en francés: Une piscine dans le harem; en ruso: Бассейн в гареме, romanizado: Bassejn v gareme) es una famosa pintura al óleo sobre lienzo del artista francés Jean-Léon Gérôme, realizada alrededor de 1876 y actualmente conservada en el Museo del Hermitage en San Petersburgo.

## Historia

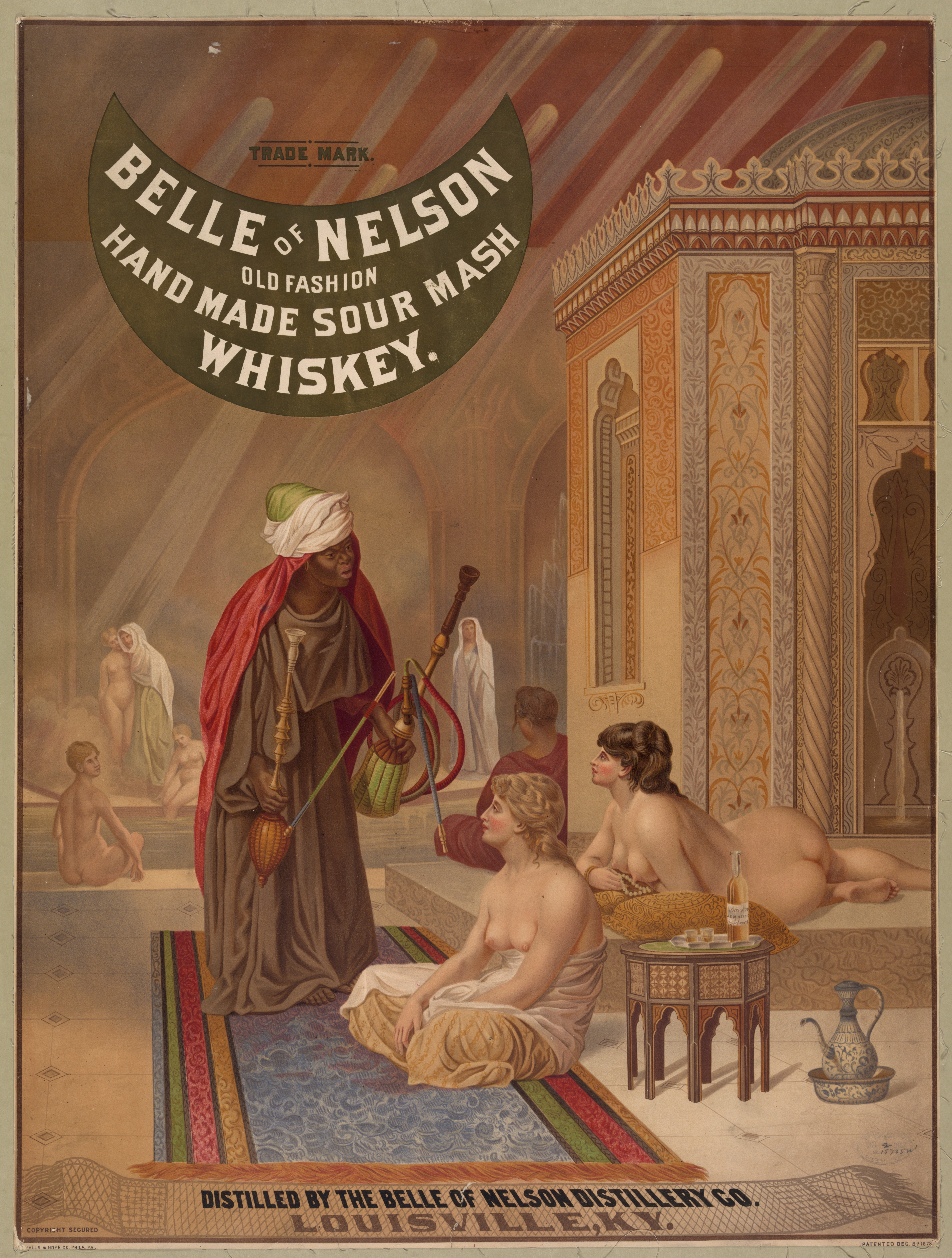
Un anuncio estadounidense de 1883 que presenta la obra, con la taza de té y tetera sobre la mesita originales convenientemente sustituidos por vasitos y la botella del whisky publicitado.

La obra fue creada entre 1875 y 1876 por encargo del gran duque ruso Alejandro Alexandrovich, futuro emperador de Rusia Alejandro III, conocido por su pasión por las obras de arte.   En 1876 la obra fue expuesta en el Salón de París bajo el título Mujeres turcas bañándose (Femmes turque au bain). La crítica de arte Lucy Hooper lo describió negativamente en The Art Journal con estas palabras: 

El cuadro representa el interior de un harén, con dos mujeres desnudas que acaban de salir de una piscina y son atendidas por una negra, un tema banal e insignificante que podría haber sido elegido por algún novato que acaba de aprender a dibujar un modelo del natural. Una de estas bañistas se ha arrojado de lado sobre una alfombra, de espaldas al espectador, y su forma está tan contorsionada que tiene una especie de figura de calabaza en las caderas, lo que resulta a la vez inapropiado y excesivamente feo. El colorido es del estilo más difícil de Gérôme, con la carne de un brillo violáceo y metálico que no se parece en absoluto al calor y la suavidad de la vida.

En 1878, el cuadro, con el lema "Good Old Handmade Whiskey with Sourdough", se utilizó para un cartel de la compañía de bebidas espirituosas estadounidense Belle of Nelson, que no ignoró el uso de mujeres desnudas en su publicidad, recibiendo críticas de la Women's Christian Temperance Union. En 1885, el emperador Alejandro III compró en el Salón otro cuadro de Gérôme sobre el tema de los baños públicos en el imperio otomano, La gran piscina de Bursa, que en 1918 fue trasladado al Museo Estatal del Hermitage en Petrogrado y en 1930 fue vendido a los Estados Unidos. La Piscina del harén fue trasladada del Palacio Anichkov al Museo de Petrogrado en 1918. 

### Robo

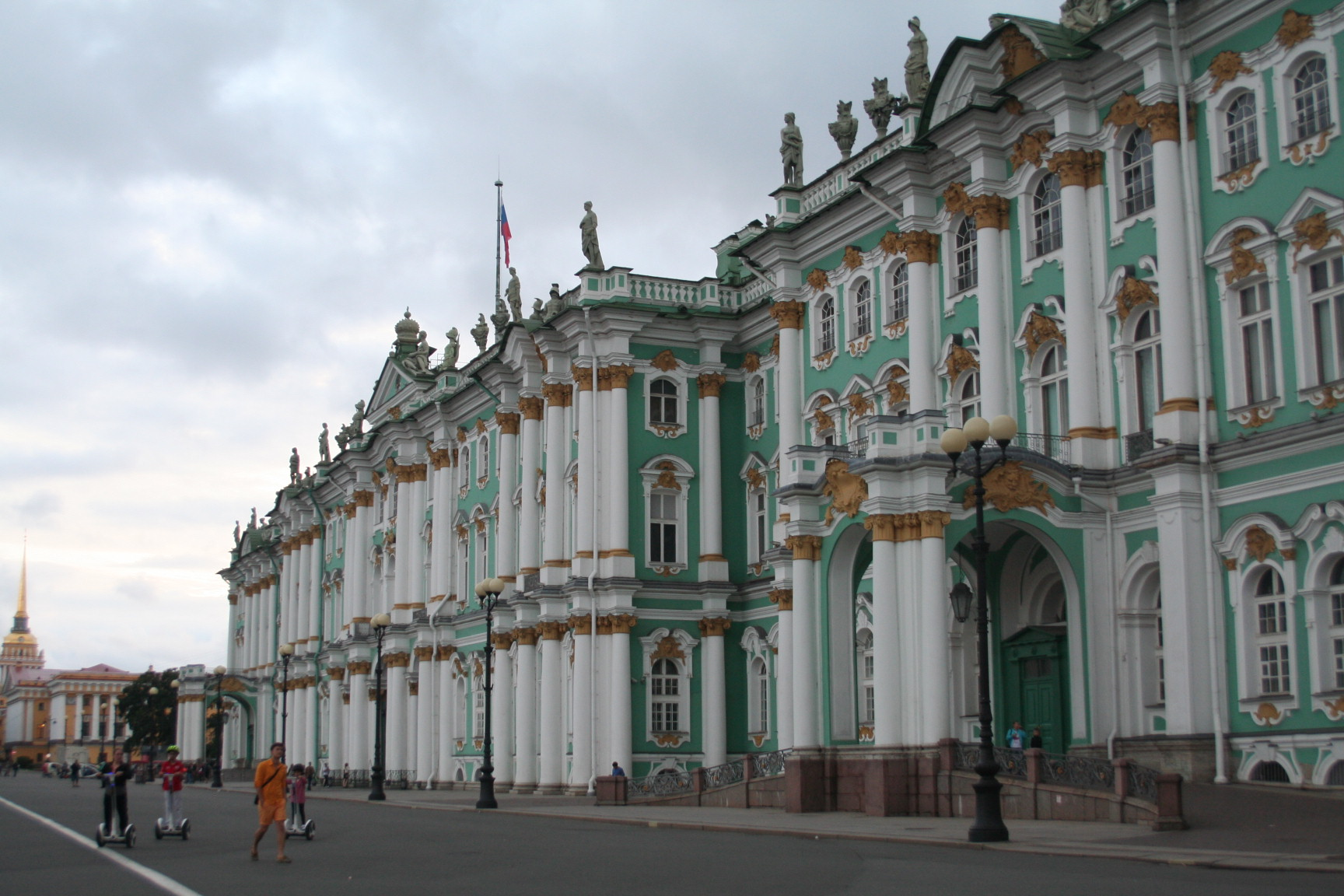
El Palacio de Invierno, sede del Museo de San Petersburgo.

El 22 de marzo de 2001, un delincuente desconocido robó el cuadro de la sala número 330 del Departamento de Pintura de Europa Occidental a plena luz del día, porque la obra no se consideraba valiosa y no estaba conectada al sistema de alarma.   Cuando el conservador Alexander Babin se dio cuenta de que faltaba el lienzo, la policía llegó al museo y el Palacio de Invierno fue cerrado a la entrada y salida. El director del museo, Mijaíl Borisovich Piotrovski, afirmó que "estábamos ante un maníaco porque el lienzo representaba mujeres desnudas" y que el estafador no podría revender el cuadro debido a su fama. La búsqueda duró cinco años, pero no dio resultados, y el caso fue suspendido por "no haberse identificado a la persona que debía ser imputada". Los autores del robo nunca fueron encontrados y el cuadro se consideró irremediablemente perdido.
El 20 de diciembre de 2006, en la sala de recepción del presidente del Partido Comunista de la Federación Rusa, Guennadi Ziugánov, en el edificio de la Duma Estatal de Moscú, se recibió una llamada de una persona desconocida que quería darle a Ziugánov una cosa muy valiosa, que no quería robar ni revender, sino "devolver al país y al pueblo". Una persona anónima entregó a Alexander Dmitrievich Kulikov, miembro del Comité Central del Partido Comunista de la Federación Rusa, que había bajado a la entrada del edificio, un lienzo doblado en cuatro, primero metido en una bolsa de celofán y luego en otra de papel. Al desdoblarlo la agregada de prensa del Partido Comunista, Ekaterina Kibis, reconoció el cuadro de Jean-Léon Gérôme robado del Hermitage en 2001. Los expertos de la Rosochrankultura, Viktor Petrakov y Aleksandr Podmazo, enviados por Ziugánov a la Duma, llegaron a la conclusión de que el cuadro era auténtico y lo llevaron a un almacén especial para examinarlo más a fondo.  El 27 de diciembre el cuadro fue devuelto al Hermitage para su restauración.

### Restauración

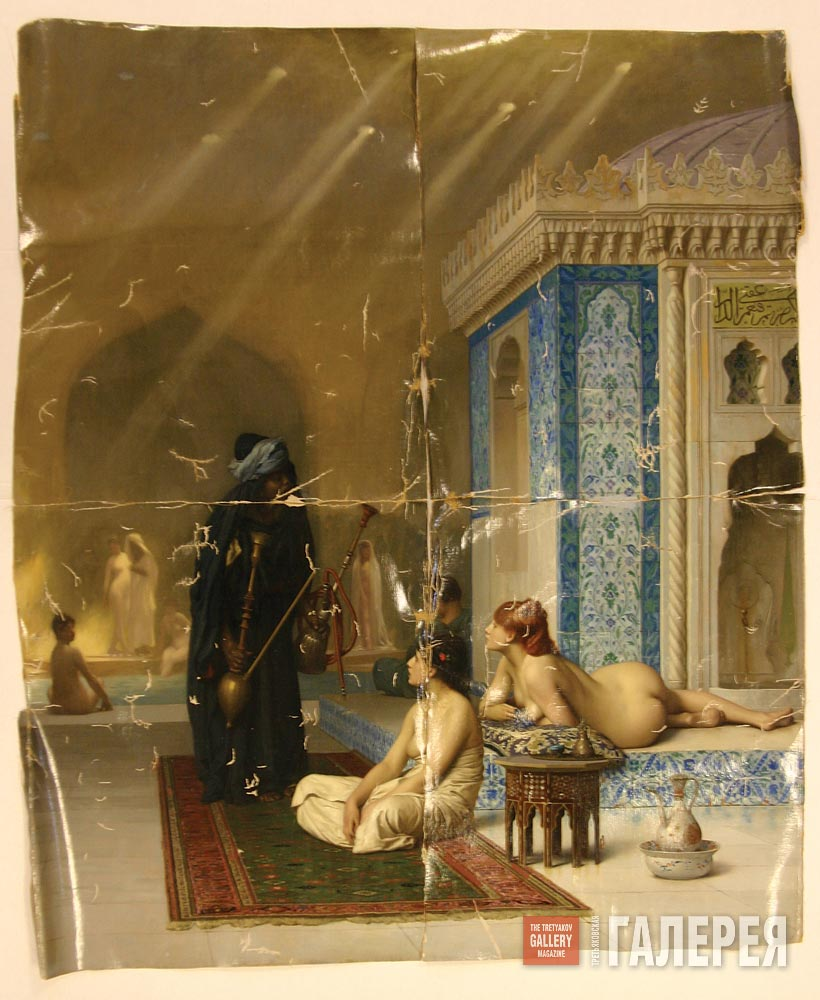
El cuadro antes de la restauración.

El 29 de enero de 2007, durante una reunión de la Conferencia Internacional de la UNESCO para Europa Central y Oriental en el Hermitage, en presencia de la gobernadora de San Petersburgo, Valentina Ivanovna Matvienko, y del jefe de la Rosochrankultura, Boris Antonovich Boyarsk, el cuadro fue entregado ceremonialmente en una placa sellada al director Mijail Borisovich Piotrovski. La división de la obra en cuatro partes dio como resultado una marca en forma de cruz a lo largo de las líneas de pliegue, conectadas entre sí solo por hilos frágiles y separados. Se observaron pliegues y deformaciones de la capa de pintura a lo largo de su superficie.  La compleja restauración duró desde febrero de 2007 hasta noviembre de 2009 y fue dirigida por las artistas restauradoras Tatyana Alyoshina y Maria Shulepova, quienes previamente habían restaurado el cuadro Dánae de Rembrandt.   Se volvieron a unir las cuatro partes y se restauró la capa de pintura agrietada en los pliegues. El cuadro fue devuelto al museo el 1 de noviembre de 2011, con motivo de una exposición de las obras de Gérôme en sus colecciones.  Se instalaron vidrios protectores y un sistema de alarma.

## Descripción
En el centro de un hamman, iluminado por óculos en el techo, una sirvienta negra totalmente vestida ofrece un narguile a dos mujeres blancas. Una de ellas, de pelo negro, se sienta con las piernas cruzadas sobre una alfombra al lado de una mesita con un servicio de té y de un aguamanil, envuelta desde debajo de los pechos en un paño blanco, mientras que la otra, de pelo rojo, yace totalmente desnuda en el escalón de mármol liso como un espejo de un pequeño pabellón interior. Al fondo de la sala hay otras mujeres, de pie o sentadas cerca de la piscina, frente a dos nichos. En primer plano tras la mujer tendida hay un pabellón con una fuente, decorado con azulejos florales y escritura árabe. Estas mujeres son odaliscas, concubinas del sultán, representadas en poses poco voluptuosas, con poca o ninguna ropa, envueltas en una ligera niebla de baño y rodeadas de elegantes objetos e interiores con incrustaciones: todo esto crea una atmósfera oriental en la mente del espectador.
Esta piscina está situada en un lujoso harén, palabra que deriva del término árabe ḥarām, que significa "prohibido", e indicaba la parte de la casa destinada exclusivamente a las mujeres en la cultura islámica. Estos serrallos se abastecían a menudo de prisioneras capturadas en campañas militares o compradas en los mercados de esclavos. Como los artistas occidentales, incluido Gérôme, estaban acostumbrados a la cultura europea, en la que la representación magistral de la desnudez en el arte se consideraba normal, prestaron gran atención en poblar con ella un espacio tan íntimo y malinterpretaron, según los teólogos islámicos, las tradiciones musulmanas.  

## Estudio

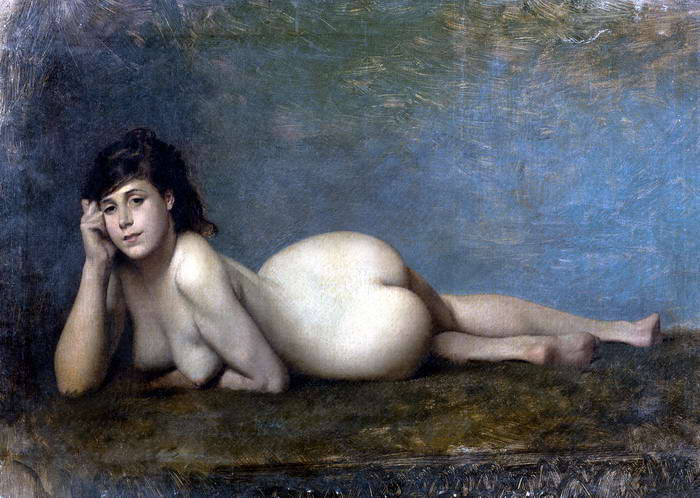
Un estudio que representa a la modelo desnuda Emma Dupont.

Existe un estudio de desnudo de esta obra, que representa a una de las modelos favoritas del artista, Emma Dupont, posando como la bañista pelirroja.  En este estudio, Dupont yace sobre una superficie plana y nivelada, frente a un fondo simple y abstracto. La pose que adopta la modelo es tal que deja ver tanto sus pechos como sus glúteos. Mira directamente al espectador y sonríe levemente. A diferencia de otros estudios para las obras de Gérôme, éste tiene una historia particular, ya que fue donado a la propia familia de Emma Dupont y permaneció allí hasta que fue puesto a subasta. 